# 横浜港ハーバーリゾート協会
一般社団法人横浜港ハーバーリゾート協会（よこはまこうハーバーリゾートきょうかい）は、横浜港山下埠頭の再開発に関する提案、具体化を図ることを目的とし、横浜港運協会を母体として2019年に設立された一般社団法人である。略称はYHR。

## 概要
藤木企業会長・横浜港運協会会長を務める藤木幸夫を会長とし、2019年5月7日に設立登記された。横浜港運協会に加盟する港運事業者244社がそのまま入会した。
設立に際し、藤木は、林文子横浜市長らが提唱する、山下埠頭へのカジノを含む統合型リゾート（IR）誘致案に対し、ギャンブル依存症や街の荒廃などを問題視し、カジノの誘致に反対を表明した。具体的な再開発案としてMICE施設や中長期滞在型ホテル、F1レースの常設コース、ディズニー・クルーズ・ラインの寄港誘致などを挙げている。ディズニークルーズの寄港地は、カジノのある場所は候補から外れる可能性を示唆。国際展示場については、岸壁に隣接している立地を生かし大型機器の見本市の開催も提案する。国際展示場だけで年間経済効果2兆円、2千万人の来訪者が見込めると試算している。
2021年8月22日に行われた横浜市長選挙では候補者8人中6人がカジノ反対を表明。藤木が推す元大学教授の山中竹春がカジノ推進派の林らを下し、初当選した。
横浜市は、山下埠頭再開発の新たな事業計画策定に向け、同年12月23日から2022年6月30日にかけて市民意見募集、ワークショップ形式による市民意見交換会及び事業者提案募集を行った。同年11月22日、市は事業者から寄せられた10件の提案資料の中から数件を公表したが、その中には横浜港ハーバーリゾート協会や鹿島建設、竹中工務店などの提案書もあった。現時点ではどの事業者からの提案かは不明だが、中にはスポーツ・ベッティング（スポーツ賭博）の特区を設けるという提案があり、「ベッティングはスポーツを産業として発展させる切り札」「330兆円市場」であることが強調された。
2023年5月8日、横浜港ハーバーリゾート協会は同年度の第1回拡大役員会を開催し、山下埠頭の山下公園側（12ヘクタール）の空きスペースを活用し、イベントや展示会、コンサートなどの実証事業を同年夏から始めると発表した。